# بينوا ليكومت
بينوا ليكومت (بالفرنسية: Benoît Lecomte)‏ هو سباح ومهندس معماري فرنسي وأمريكي، ولد في 1967 في Enghien-les-Bains ‏ في فرنسا.